# 明希斯明斯特
明希斯明斯特是德国巴伐利亚州的一个市镇。总面积15.81平方公里，总人口2818人，其中男性1428人，女性1390人（2011年12月31日），人口密度178人/平方公里。